# DJ Champion
Pour les articles homonymes, voir Morin.
DJ Champion, ou tout simplement Champion, de son vrai nom Maxime Morin (né le 23 septembre 1969), est un multi-instrumentiste, disc jockey et producteur canadien de musique électronique, originaire de Montréal, au Québec. Il possède son propre groupe appelé Champion et ses G Strings, formé par quatre guitaristes, un(e) bassiste et un chanteur ou une chanteuse, pour lequel il est chef d'orchestre.

## Biographie

### Jeunesse
Maxime Morin commence à jouer de la guitare à l'âge de 13 ans, jouant surtout du heavy metal,. Il continue à jouer dans quelques groupes punk et metal. Vers l'âge de 25 ans, il commence à graviter autour de la musique techno. Vers 1994, Morin commence à produire sa propre musique dance et à jouer dans divers clubs de Montréal sous les noms de Le Max et Mad Max,,.

### Débuts (2001–2004)
À la fin des années 1990, avec le compositeur Benoît Charest, il fonde la compagnie Ben and Max Studios, se spécialisant dans les jingles et bandes sonores. En 2001, Morin vend ses parts pour poursuivre sa carrière musicale, mais continue à collaborer avec Benoit Charest avec qui il travaille notamment sur la bande sonore du film d'animation Les Triplettes de Belleville. Morin joue la basse et les percussions sur le single Belleville Rendez-vous et est invité à la jouer live avec la chanteuse Béatrice Bonifassi lors de la 76e cérémonie des Oscars.

« Tout le monde voulait devenir un DJ et voulait savoir « Qui est le meilleur DJ ? ». Je me suis dit « J'en ai rien à faire de tout ça maintenant. Je suis DJ Champion. »

— Maxime Morin dans le Edmonton Journal, 27 mars 2007
En 2001, Morin commence à se concentrer sur sa musique personnelle,. Il décide de s'enligner vers une direction musicale qui combinerait les deux choses qu'il aime le plus : les guitares et la musique électronique. Il change aussi son nom pour celui de DJ Champion, pour rire un peu de l'explosion du nombre de DJ à l'époque. Le son de DJ Champion s'est formé en expérimentant avec le logiciel de musique Ableton Live, qui a été spécifiquement créé pour les prestations live des DJ et pour les arrangements sonores. Couche par couche, Morin arrange les rythmes numériques avec les sons des boucles des guitares. Lors de ses prestations avec son groupe sous le nom de Champion et ses G Strings, formé par quatre guitaristes, un(e) bassiste et un chanteur ou une chanteuse, Morin joue sur son ordinateur portable et agit comme chef d'orchestre. À certaines occasions, il joue de la batterie,.

### Chill 'em All(2005)
En 2005, DJ Champion sort son premier album : Chill 'em All (Saboteur). L'album inclut le simple No Heaven qui est utilisé notamment pour la bande-annonce et les crédits du jeu vidéo Borderlands de Gearbox Software, ainsi que pour les crédits de la fin du jeu Army of Two[source insuffisante].
Chill 'em All gagne un Prix Félix à l'ADISQ en 2005 dans la catégorie « album de l'année - musique électronique » et est nommé pour « meilleur morceau de dance » aux Prix Juno de 2006,. En 2006, le simple No Heaven est nommé aux Prix CASBY dans la catégorie « nouvelle chanson préférée » et gagne le prix SOCAN dans la catégorie « dance » en 2007,. L'album Chill 'em All est à environ 100 000 exemplaires à travers le Canada.

### Autres projets etResistance(2006–2009)
En 2006, Morin lance The Remix Album, incluant des remix de pièces de Chill 'em All reprises par des musiciens tels que Akufen et Patrick Watson. The Remix Album remporte un Prix Félix à l'ADISQ dans la catégorie « spectacle de l'année » et est nommé aux prix Juno 2007 dans la catégorie « morceau dance de l'année ».
En 2008, Morin et Bonifassi travaillent à nouveau ensemble pour produire une reprise de la chanson I Put a Spell on You de Screamin' Jay Hawkins. Elle est incluse à la trame sonore du film québécois Truffe, sorti en janvier 2009,.
Avec Resistance (2009), la suite tant attendue de Chill 'em All, DJ Champion « se montre plus sérieux et audacieux dans ses croisements génétiques », tel que le note Olivier Lalande du Nightlife Magazine. Se rapprochant de l'énergie déployée lors de ses concerts, il se tourne consciemment vers une facture plus rock. Ce disque lui donne d'ailleurs la chance de réaliser deux tournées pan-canadiennes et de jouer aux Jeux olympiques d'hiver 2010 à Vancouver, en Colombie-Britannique. À la suite de son passage au Festival d'été de Québec en 2011, il reçoit le prix Miroir Musiques urbaines et actuelles. En 2013, porté par le succès Alive Again, Maxime Morin sort le projet intitulé °1, un album de facture electro-lounge-orchestrale.

### Maladie et retour (depuis 2010)
Au début du mois de juin 2010, Champion et son équipe de gérance Bonsound annulent toutes les dates de concerts prévues à son calendrier pour cause de maladie. Le 4 juillet 2010, Maxime Morin annonce qu'il est atteint d'un cancer.
L'artiste revient en force en 2016 avec Best Seller, un album de nouveaux morceaux attendu pour le printemps. Le premier single, Life is Good, véritable hymne à la vie, est à l'image du Champion des tout débuts. En 2017, il participe au Festivalma.

## Membres

### Membres actuels
- Maxime Morin — DJ, chef d'orchestre
- Barry Russell — guitare
- Sébastien Blais-Montpetit — guitare
- Marie-Christine Depestre — voix
- Lou Laurence - voix
- Stéphane Leclerc — guitare
- Jean-Luc Huet — guitare
- Louis Lalancette — basse

### Anciens membres
- Betty Bonifassi — voix
- Manon Chaput — basse
- Blanche Baillargeon - basse
- Pierre-Philippe (Pilou) Côté — voix

## Discographie
- 2005 : Chill'em All
- 2006 : The Remix Album
- 2007 : Live
- 2009 : Resistance
- 2013 : °1
- 2016 : Best-Seller